# 蒂拉利區
蒂拉利區（西班牙語：Distrito de Tilali），是秘魯的一個區，位於該國東南部普諾大區的莫霍省，始建於1991年12月12日，面積48.15平方公里，海拔高度3,840米，2005年人口3,255，人口密度每平方公里68人。